# Psychrolutes
Psychrolutes es un género de peces escorpeniformes de la familia Psychrolutidae.

## Especies
Se reconocen las siguientes especies:
- Psychrolutes inermis
- Psychrolutes macrocephalus
- Psychrolutes marcidus
- Psychrolutes marmoratus
- Psychrolutes microporos
- Psychrolutes occidentalis
- Psychrolutes paradoxus
- Psychrolutes phrictus
- Psychrolutes sio